# Grand Prix de la Ville de Tunis
Der Grand Prix de la Ville de Tunis (dt. Großer Preis der Stadt Tunis) war ein tunesisches Straßenradrennen.
Das Rennen wurde 2007 zum ersten Mal ausgetragen und sollte jährlich im April stattfinden. Austragungsort war die tunesische Hauptstadt Tunis. Das Eintagesrennen zählte zur UCI Africa Tour und ist in die Kategorie 1.2 eingestuft. Bisher konnte noch kein Fahrer das Rennen zweimal für sich entscheiden. 2008 wurde das Rennen bislang zum letzten Mal ausgetragen.

## Sieger
- 2007  Ahmed M'Raihi
- 2008  Azzedine Lagab